# Arnao Guillén de Brocar

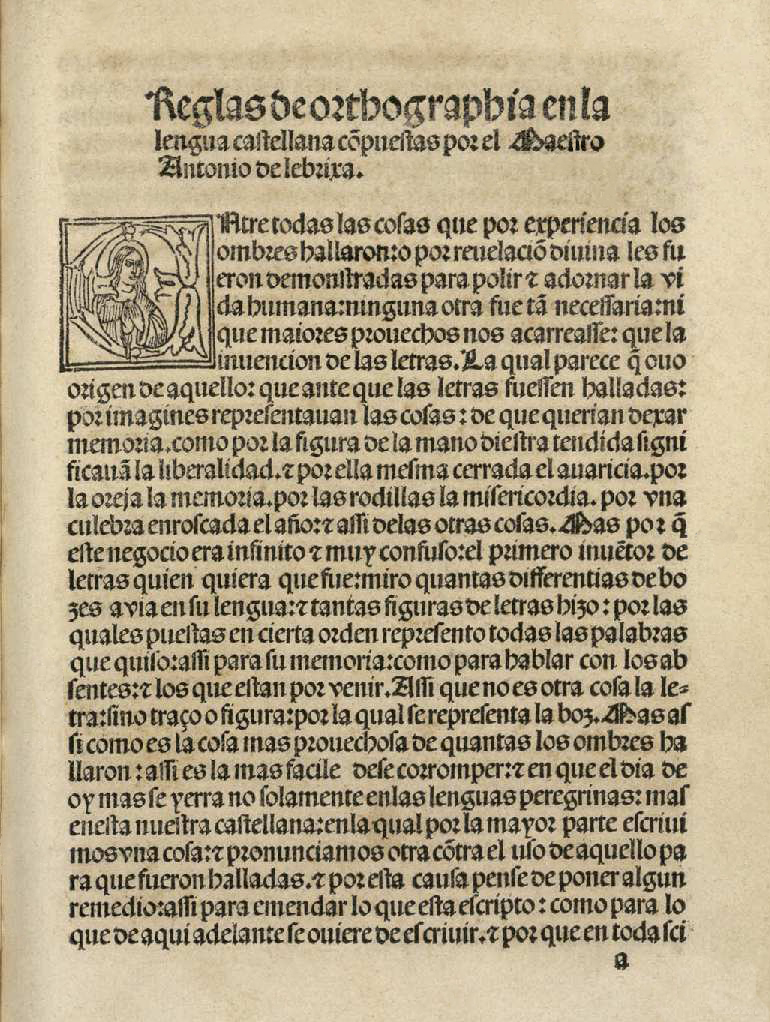
Reglas de orthographia en la lengua castellana(1517), il primo libro riguardante l'ortografia della lingua spagnola.

Arnao Guillén de Brocar (Bédeille (Pirenei Atlantici), 1460 – Alcalá de Henares, 1523) è stato un tipografo e editore spagnolo, nonché un creatore di caratteri, noto soprattutto per la realizzazione della Bibbia Poliglotta Complutense.

## Biografia

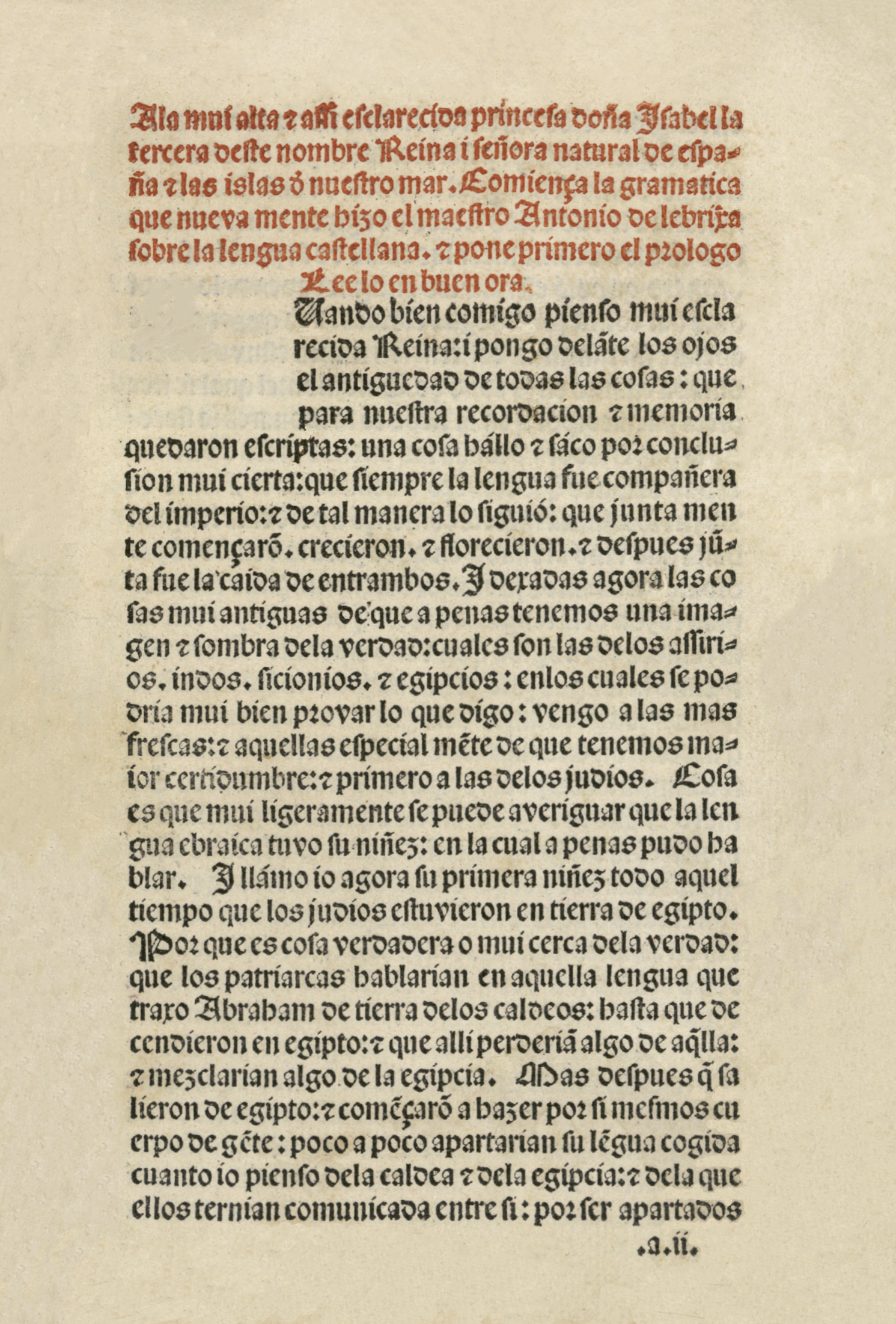
La Gramática de la lengua castellana di Antonio de Nebrija, prima opera inerente alla grammatica della lingua castigliana.

Dopo aver collaborato a Tolosa con Henri Mayer, dimorò a Pamplona dal 1490 al 1501, riproducendo a stampa numerosi testi classici, fra i quali la Gramática castellana di Antonio de Nebrija e il Diccionario latino-español, pubblicati nel 1492, cui tre anni più tardi seguì l'uscita in stampa de Vocabulario español-latino. Nel 1501 si stabilì a Logroño, dove diede alle stampe le Elegantiae di Agostino Dati (nel 1502), il Sacramental di Clemente Sánchez de Vercialla nel 1504), le Introductiones latinae e la prima edizione del De litteris Graecis di Antonio de Nebrija (fra il 1507 e il 1508), la quale comprendeva alcune parti redatte in caratteri greci..
Furono quindi presentate al cardinale Francisco Jiménez de Cisneros, che, quando riuscì a fondare l'Università di Alcalá nel 1508, da lui finanziata, chiamò de Brocar perché si dedicasse completamente al progetto di una Bibbia Poliglotta.

La prima edizione dell'opera fu completata nel primo quarto del XVI secolo, in sei volumi stampati in-folio, dei quali:
- i primi quattro volumi contengono l'Antico Testamento in ebraico, caldeo e greco, con una versione latina;
- il quinto volume comprende il Nuovo Testamento, stampato per la prima volta in greco e in latino;
- il sesto e ultimo volume contiene una serie di strumenti a corredo dell'Antico Testamento, formati da un vocabolario ebraico-caldeo, una grammatica della lingua ebraica ed un dizionario di greco.[4]

L'opera fu realizzata fra il 1514 e il 1517, ma non venne resa disponibile al pubblico fino al 1521.

## I caratteri greci

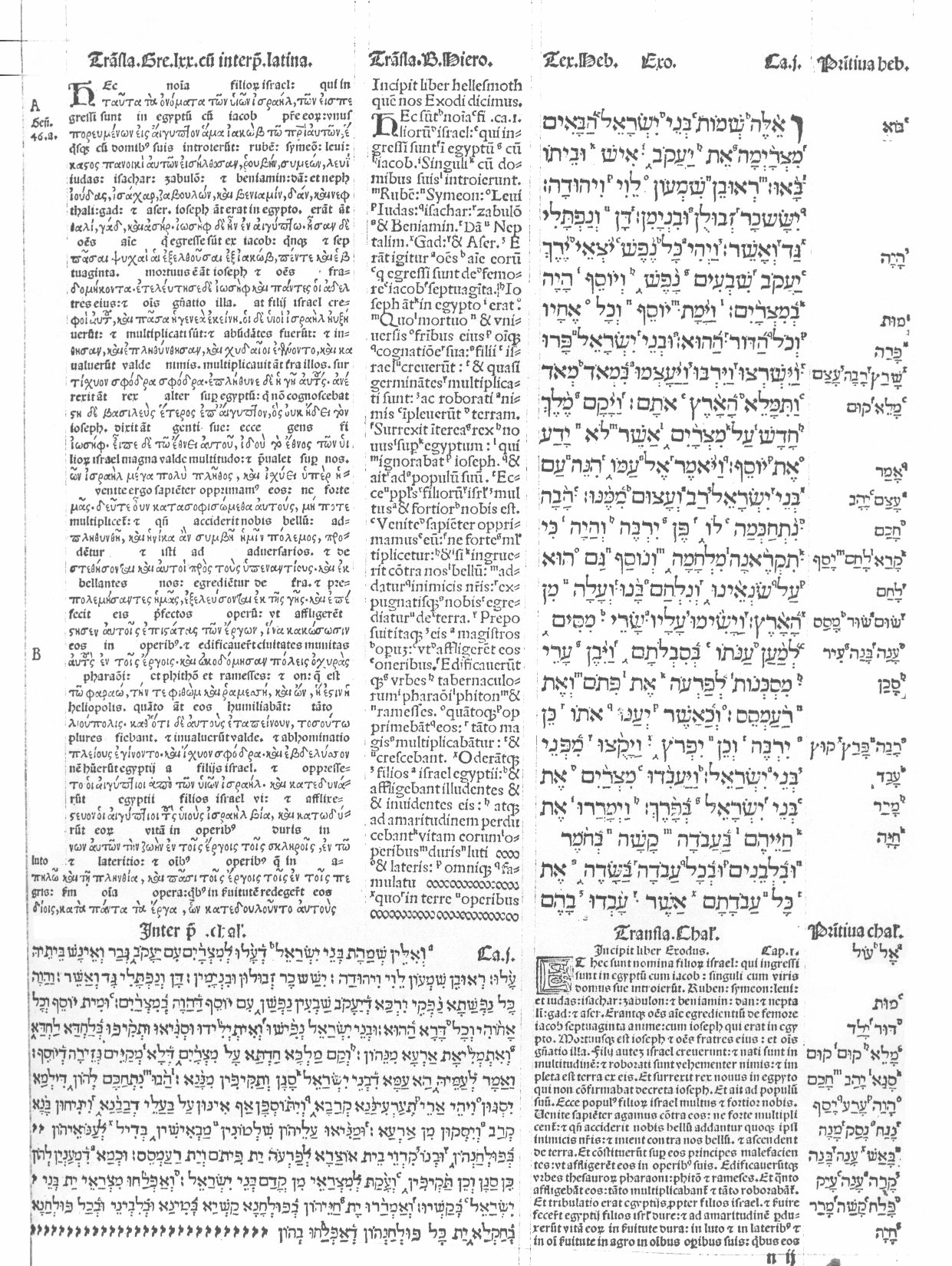
La Bibbia Poliglotta, l'opera più importante di Arnao Guillén de Brocar

La realizzazione della Bibbia Poliglotta fu motivo di accese discussioni fra de Brocar e il gruppo internazionale di studiosi convocati a prendere parte all'ambizioso progetto. Per riprodurre le differente lingue presenti per la prima volta nell'opera, de Brocar dovette inventare dei caratteri allora sconosciuti all'arte tipografica. Per quanto riguarda il greco antico, invece, adottò un carattere che era già diffuso nell'ambiente veneziano, con delle legature, segni diacritici e abbreviazioni, che in precedenza erano già state impiegate da Giovanni Tacuino. Alternò questo carattere ad uno privo di legature e abbreviazioni, sostituiti da un apex di forma simile all'accento acuto e che serviva in latino ad indicare le vocali nativamente di quantità lunga, in modo da rendere il testo stampato il più possibile fedele al manoscritto originale.
Secondo Jean Irigoin, "i caratteri greci di Guillén de Brocar donano una sensazione di equilibrio e di solidità. E anticipano di tre secoli il tipo di caratteri greci che saranno stampati in tutta Europa a partire dagli inizi del XX secolo".

In modo simile, Roberto Proctor (1868-1903), bibliografo, collezionista e esperto di incunaboli, "alla Spagna si deve il merito di aver prodotto come primo carattere greco quello che è senza dubbio il più bel carattere greco mai inciso", di cui egli stesso progettò e realizzò una variante, rispettivamente con Percy Tiifin e con Edward Prince, soprannominata  "carattere Otter", che andò persa dopo il suo presunto suicidio nel 1903.

## Altre opere

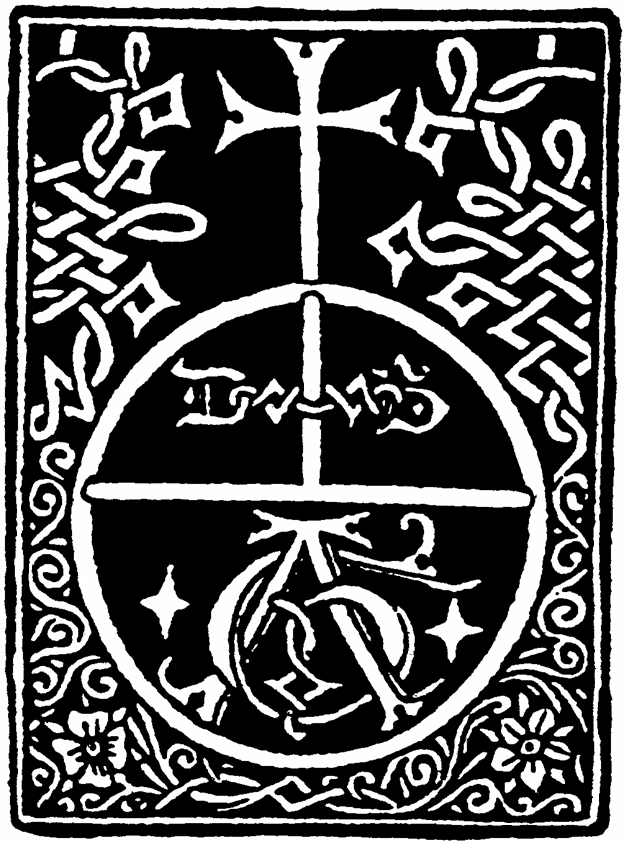
Opera di Arnao Guillén de Brocar, realizzata nel 1492

Contemporaneamente alla sua stamperia ad Alcalá, nella quale continuò a lavorare fino all'ultimo, realizzò anche opere per il monastero di Nuestra Señora del Prado a Valladolid (dal 1514 al 1519) e del monastero di San Pietro martire a Toledo, dal 1518 al 1521. Per conto di entrambi preparò la Bolla della Crociata, per la quale impiegò la scrittura gotica ottenuta mediante l'impiego di cacciatoie e di matrici a caratteri mobili. Fino al 1560 furono prodotte numerose copie nel medesimo stile, in gran parte perdute o andate distrutte.

Guillén de Brocar fu uno dei tipografi più importanti di tutto il Rinascimento, tanto che Carlo V gli attribuì il titolo di "Tipografe reale".
Le Questiones logicae di Antonio Coronel furono l'ultima sua stampa, prima della morte, sopraggiunta nel 1523.
Giovanni de Brocar, figlio d'arte, raccolse l'eredità e il titolo paterno. Dopo aver presentato la Poliglotta al porporato committente nel 1517, pubblicò vari scritti, fra i quali il Codex de pœnitentia, restitutione et contractibus per Joannem de Medina. Compluti, apud Johannem de Brocario, nel 1546..